# Stefano Pini
Stefano Peter Attilio Pini (Treviglio, 13 febbraio 1983) è un poeta italiano.

## Biografia
Nato a Treviglio, in provincia di Bergamo, si è laureato nel 2007 in Scienze umanistiche per la comunicazione con una specializzazione in Culture e linguaggi per la comunicazione presso l'Università degli Studi di Milano. Nel 2012 pubblica l'opera poetica Anatomia della fame, che gli vale Premio Letterario Camaiore nella sezione giovani. Nel 2017 sue poesie vengono raccolte nella XIII edizione dei Quaderni italiani di poesia contemporanea, a cura di Franco Buffoni. Due anni più tardi esce una seconda silloge poetica, Mandato a memoria, per l'editore Interlinea.
Dal 2011 è giornalista pubblicista e dal 2023 è docente a contratto presso l'Università Cattolica del Sacro Cuore, nella sede di Brescia.

## Opere
- Anatomia della fame, collana Sguardi, La Vita Felice, 2012, ISBN 9788877994028.
- Mandato a memoria, collana Lyra Giovani, Interlinea, 2019, ISBN 9788868572679.